# Třída CB
Třída CB byla třída miniponorek italského královského námořnictva vyvinutých pro diverzní operace speciálních sil za druhé světové války. Celkem bylo postaveno 22 jednotek této třídy.

## Stavba
Italská společnost Caproni na konci třicátých let z vlastní iniciativy zahájila vývoj miniponorek, jejichž hlavními úkoly měla být obrana přístavů a pobřežní ofenzivní akce proti nepřátelským plavidlům. První miniponorky třídy CA se ukázaly příliš malé pro ofenzivní operace. Zkušenosti z jejich zkoušek byly využity při návrhu větších miniponorek třídy CB. Nejprve byly továrnou Caproni v Milánu postaveny dvě ponorky CB-1 a CB-2, po jejichž zkouškách byly objednány další čtyři CB-1 až CB-6. Všechny do služby přijaty roku 1941. Objednáno jich bylo 72 kusů, ale dokončeno jich nakonec bylo 22 kusů. V roce 1943 dalších šest CB-7 až CB-12. Roku 1943 byla zahájena stavba dalších deseti miniponorek CB-13 až CB-22, které byly po italské kapitulaci ukořistěny Němci. Další rozestavěné miniponorky byly sešrotovány.
Jednotky třídy CB:
| Jméno | Dokončena | Osud |
| ----- | --------- | --- |
| CB-1  | 1941      | V září 1943 ukořistěna Němci v Constanțě a předána rumunskému námořnictvu. V srpnu 1944 v Černém moři potopena vlastní posádkou.                                         |
| CB-2  | 1941      | V září 1943 ukořistěna Němci v Constanțě a předána rumunskému námořnictvu. V srpnu 1944 v Černém moři potopena vlastní posádkou.                                         |
| CB-3  | 1941      | V září 1943 ukořistěna Němci v Constanțě a předána rumunskému námořnictvu. V srpnu 1944 v Černém moři potopena vlastní posádkou.                                         |
| CB-4  | 1941      | V září 1943 ukořistěna Němci v Constanțě a předána rumunskému námořnictvu. V srpnu 1944 v Černém moři potopena vlastní posádkou.                                         |
| CB-5  | 1941      | V červnu 1942 poblíž Jalty potopena sovětským letectvem. |
| CB-6  | 1941      | V září 1943 ukořistěna Němci v Constanțě a předána rumunskému námořnictvu. Vsrpnu 1944 v Černém moři potopena vlastní posádkou.                                          |
| CB-7  | 1943      | Ukořistěna Němci a převedena silám Italské sociální republiky. Využita na náhradní díly.                                                                                 |
| CB-8  | 1943      | V Tarentu ukořistěna Spojenci. Po válce sešrotována. |
| CB-9  | 1943      | V Tarentu ukořistěna Spojenci. Po válce sešrotována. |
| CB-10 | 1943      | V Tarentu ukořistěna Spojenci. Po válce sešrotována. |
| CB-11 | 1943      | V Tarentu ukořistěna Spojenci. Po válce sešrotována. |
| CB-12 | 1943      | V Tarentu ukořistěna Spojenci. Po válce sešrotována. |
| CB-13 |           | Ukořistěna Němci a převedena silám Italské sociální republiky. Dne 23. března 1945 potopena při náletu na Pulu.                                                          |
| CB-14 |           | Ukořistěna Němci a převedena silám Italské sociální republiky. Potopena při náletu.                                                                                      |
| CB-15 |           | Ukořistěna Němci a převedena silám Italské sociální republiky. Potopena při náletu.                                                                                      |
| CB-16 |           | Ukořistěna Němci a převedena silám Italské sociální republiky. V říjnu 1944 ztroskotala a byla zajata Brity.                                                             |
| CB-17 |           | Ukořistěna Němci a převedena silám Italské sociální republiky. Potopena při náletu.                                                                                      |
| CB-18 |           | Ukořistěna Němci a převedena silám Italské sociální republiky. Potopena v březnu 1945.                                                                                   |
| CB-19 |           | Ukořistěna Němci a převedena silám Italské sociální republiky. Sešrotována 1947.                                                                                         |
| CB-20 |           | Ukořistěna Němci a převedena silám Italské sociální republiky. Po válce nalezena v Pule a zařazena do jugoslávského námořnictva. Vystavena v technickém muzeu v Záhřebu. |
| CB-21 |           | Ukořistěna Němci a převedena silám Italské sociální republiky. V dubnu 1945 se potopila po srážce s jiným plavidlem.                                                     |
| CB-22 |           | Ukořistěna Němci a převedena silám Italské sociální republiky. Dochovala se v Museo della Guerra per la Pace Diego de Henriquez v Terstu.                                |

## Konstrukce

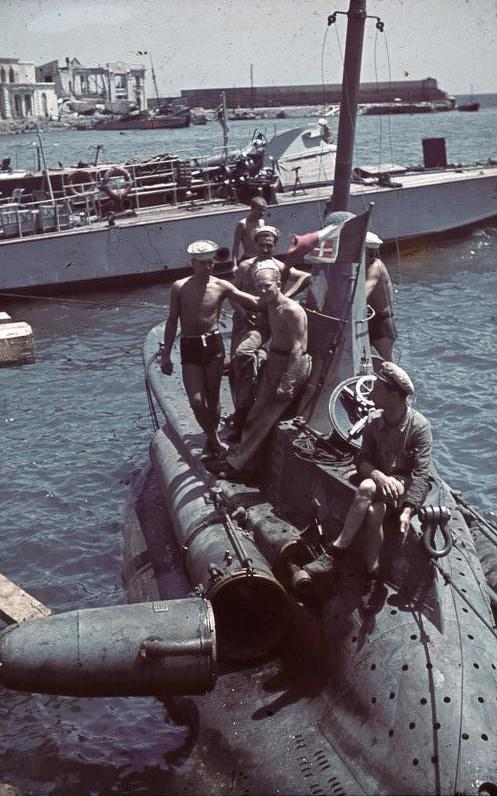
Ponorka typu CB

Posádku tvořili čtyři muži. Výzbroj tvořily dvě externě lafetovaná 450mm torpéda, nebo dvě miny. Pohonný systém tvořil jeden diesel Isotta-Fraschini o výkonu 80 shp a jeden elektromotor Brown-Boveri o výkonu 50 hp, pohánějící jeden lodní šroub. Nejvyšší rychlost dosahovala 7,5 uzlu na hladině a sedm uzlů pod hladinou. Jejich dosah byl 1000 námořních mil při rychlosti pět uzlů na hladině a šedesát námořních mil při rychlosti tři uzly pod hladinou. Maximální hloubka ponoru byla 55 metrů.

## Služba
Hlavní operační oblastí miniponorek třídy CB se překvapivě stalo Černé moře. Miniponorky CB-1 až CB-6 byly do oblasti přepraveny po železnici a do Jalty dorazily v květnu 1942. Následně dosáhly určitých úspěchů proti sovětskému zásobování obleženého Sevastopolu. Dne 26. června 1942 CB-3 či CB-4 potopila sovětskou ponorku S-32. Naopak CB-5 potopilo sovětské letectvo. Dalším úspěchem bylo potopení sovětské ponorky Šč-203 miniponorkou CB-4 dne 26. srpna 1943.
V září 1943 Itálie kapitulovala. Němci poté v rumunském přístavu Constanța zajali miniponorky CB-1 až CB-4 a CB-6 a předali je rumunskému námořnictvu. V srpnu 1944 je v Constanțě potopily vlastní posádky, aby je neukořistila Rudá armáda. V Itálii se nacházející miniponorky CB-13 až CB-22 rovněž ukořistili Němci, kteří je předali námořnictvu Italské sociální republiky. O jejich případném nasazení nejsou známy podrobnosti. Zejména sloužily k utajené přepravě agentů na již osvobozená území Itálie. Miniponorky CB-8 až CB-12 ukořistili Spojenci v Tarentu. Zvažovali jejich nasazení proti Němci ovládaným italským přístavům, ale nakonec od toho upustili. Sloužily převážně k výcviku a po váce byly sešrotovány.